# Takšonj
Takšonj ( mađarski Taksony, lat. Toxun, gr. Taxis; * 931., † 970.), iz dinastije Arpadovića, sin velikoga kneza Zoltana i veliki knez Mađarske (955. do oko 970.) 
Takšonj je poslan s vojskom godine 947. u Paviju kao potpora talijanskim kraljevima Hugu i Lotaru protiv Bizanta u Apuliji; istovremeno je trebao primiti uobičajeni talijanski danak ugarskim knezovima. 
Nakon poraza mađarske vojske na Leškom polju godine 955. izabrali su Mađari Takšonja za velikoga kneza. On je zbog toga poraza morao s Otonom I. sklopiti mir, vratiti Bavarskoj Avarsku marku i odustati od provala u Bavarsku. Sličan mir sklopio je Takšonj s češkim vladarima, vladarima Kijevske Rusije, Pečenezima i Bugarima. Tada se možda i oženio pečeneškom princezom. Mađari sada počinju živjeti sjedilačkim načinom života, prestaju njihove pljačkaške provale u Europu te počinju prvi kršćanski misionarski pokušaji. Takšonju je uspjelo oslabiti dotadašnje tradicionalno rodovsko uređenje u Mađarskoj i nametnuti se plemenskim knezovima. Nemađarske grupe stanovništva preselio je u granična područja, a za svoje sjedište izabrao je Peštu na istočnoj obali Dunava.  
Takšonj je također potpomagao kristijanizaciju zemlje te time i jačanje svoje vlasti. Ipak je nastojao izbjeći da za Mađarsku bude nadležna strana biskupija. Pregovarajući s papom Ivanom XII. da Mađarska dobije vlastito crkveno uređenje postigao je to da je papa 961. ili 962. prvi put posvetio biskupa za Mađarsku. Njemačko-rimski car Oton I. spriječio je međutim da taj biskup započne s radom jer je sam htio imati kontrolu nad kristijanizacijom Mađarske. Mađarska je tek u doba Stjepana I. ušla u krug zapadnog kršćanstva.  
Kad je bizantski car Konstantin VII. Porfirogenet otkazao plaćanje danka, Takšonj je poslao vojsku pod vodstvom Apora na Carigrad, ali bez uspjeha. 970. i sam je krenuo u napad na Bizant, također bez uspjeha. Naslijedio ga je sin Gejza. 